# جامعة توليدو
جامعة توليدو (بالإنجليزية: University of Toledo)، هي جامعة بحثية تقع في توليدو (أوهايو)، الولايات المتحدة. تدير الجامعة أيضًا حرمًا جامعيًا للعلوم الصحية بمساحة (180 هكتارًا) ، والذي يتضمن مركز جامعة توليدو الطبي.
تأسست الجامعة في 1872م في وسط مدينة توليدو باسم جامعة توليدو للفنون والحرف. تم إغلاقها بعد ست سنوات وتم تسليمها في النهاية إلى مدينة توليدو لإعادة فتحها في عام 1884م كمدرسة توليدو للتدريب اليدوي وتطورت من مدرسة مهنية إلى جامعة حتى أواخر القرن التاسع عشر. انتقلت الجامعة إلى موقعها الحالي في حي أوتاوا في عام 1931م. منذ إنشائها ، توسعت الجامعة فعليًا لتشمل أكثر من 100 مبنى رئيسي بمساحة مشتركة تزيد عن (570 هكتارًا) وحولت برنامجها الأكاديمي من مهني والتعليم الثانوي في جامعة بحثية شاملة ، معروفة بمناهجها في مجالات العلوم والهندسة والطب.